# 조갑
조갑(祖甲)은 상나라의 25대 군주이다. 성은 자(子)이고 이름은 재(載)이다. 전임 군주 조경의 남동생이다. 아들인 늠신이 뒤를 이었다.
죽서기년에 의하면 33년간 재위에 있었다. 포학무도해 상나라가 쇠락하는 원인이 되었다. 